# 向國用
向國用（1607年11月28日—1667年7月11日），和名北谷親方朝暢，琉球國第二尚氏王朝政治家、三司官。原姓「吳」，名乘「重之」。直到他死後的1691年，琉球王府將王族的分支統一改姓為「向」，名乘改為「朝」字輩，他的名乘才被改為「朝暢」。
向國用是向克昌（與那城親雲上朝牧）的長子。他也是向象賢的族叔。他於順治九年壬辰（1652年）十月朔日出任三司官。1663年，賜紫地浮織冠。同年，尚質王派他為王舅，與紫金大夫金正春（多賀良親方）一起出使清朝謝恩。翌年，尚質王又派王舅英常春（惠祖親方重孝）、正議大夫林有才（大峯親雲上）前去清朝慶祝康熙帝登基。向國用的下屬假扮成海盜，在福建閩江口的梅花港附近襲擊了慶賀使團，搶劫貢品金壺並拿到福州賣掉。向國用得知情況後，將犯事者殺害滅口，是為北谷惠祖事件。事情被薩摩藩得知後，將相關人士逮捕送往薩摩藩審判，得知了事情真相。向國用因管理下屬不嚴、英常春因遇襲時畏懼脫逃，二人被判處有罪，處以斬首之刑，二人子弟八人流放遠島。